# تأمین اجتماعی
تأمین اجتماعی یک سیستم همگانی از بیمه‌های اجباری است. بیمه اجتماعی از بیمه‌های بازنشستگی، بیمه‌های دولتی درمانی، بیمه‌های بیکاری و بیمه حوادث و تصادف‌ها تشکیل می‌شود.
دولتها تأمین اجتماعی را به این دلیل فراهم می‌کنند که بازارها در بیمه کردن بسیاری از ریسک‌های مهمِ پیشِ روی افراد، شکست خورده‌اند. بازارهای بیمه خصوصی با مشکلات کژگزینی، کژمنشی، هزینه‌های لاتی بالا و تأمین در برابر ریسک‌های اجتماعی روبرو هستند.
خدمات عمومی تأثیر قابل توجهی بر سطح زندگی شهروندان دارد. هزینه‌های مربوط به تأمین اجتماعی، حمایت دولت از امور بهداشتی و آموزشی شهروندان، ترکیب عمده هزینه‌های دولت رفاه در کشورهای پیشرفته را تشکیل می‌دهند.
نخستین بیمه درمانی که بخشی از بیمه اجتماعی بود در سال ۱۸۸۳ به وسیله صدراعظم آلمان اتو فون بیسمارک بنیان شد. سال ۱۸۸۴ بیمه حوادث و تصادف و ۱۸۸۹ بیمه بازنشستگی به آن افزوده شد. در قانون بیمه‌های اجتماعی قانون اجباری بودن آن وجود دارد. هزینه خدمات بیمه‌ها از راه پرداخت حق بیمه بیمه شدگان به صندوق بیمه سرمایه‌گذاری می‌شود. بیسمارک می‌گوید: "اندیشه من این بود که پشتیبانی طبقه کارگر را داشته باشم و آن‌ها دولت را به عنوان یک سازمانی ببینند که برای آن‌ها بنیان شده‌است و برای رفاه آن‌ها خدمت می‌کند".

## گستره فعالیت تأمین اجتماعی
گستره اقدامات تأمین اجتماعی می‌تواند شامل حمایت از خانوارهای بی سرپرست، کمک بازنشستگی، بیمه بیکاری، از کار افتادگی، کمک مربوط به دشواریهای کاری، جنگ، کمک برای توانمندسازی و حمایت از ناتوان‌ها، کمک مربوط به مسکن، خدمت‌رسانی به فقرا و کم درآمدها بشود.